# Velence
Velence là một thành phố thuộc hạt Fejér, Hungary. Thành phố này có diện tích 33,37 km², dân số năm 2010 là 5166 người, mật độ 155 người/km².